# Liu Chuanzhi
Liu Chuanzhi, cinese:柳传志; (Zhenjiang, 29 aprile 1944), è un imprenditore cinese, noto per avere fondato Lenovo, il più grande fornitore di personal computer al mondo per unità vendute.  Rimane uno dei leader dell'azienda.

## Biografia
Liu nacque nel 1944 a Zhenjiang, Jiangsu, nella Cina occupata all'epoca dai Giapponesi. Suo nonno paterno era a capo di una banca tradizionale cinese che mandò suo padre, Liu Gushu (柳谷书), a studiare a Shanghai. Liu Gushu abbandonò la borsa di studio e superò un esame per l'impiego presso la Bank of China. Liu Gushu era un "capitalista patriottico" che lavorava segretamente per il Partito Comunista prima della rivoluzione del 1949. Divenne un dirigente senior della Bank of China e in seguito un avvocato specializzato in brevetti e presidente della China Technology Licensing Company. Dopo la vittoria comunista nel 1949, la famiglia di Liu si trasferì a Pechino, dove visse in una tradizionale casa con cortile situata in un hutong nell'area di Wangfujing. Il padre di Liu continuò il suo lavoro presso la Bank of China e si unì al Partito Comunista Cinese; si fece reputazione di banchiere onesto e abile.
Dopo essersi diplomato al liceo nel 1962, Liu fece domanda per diventare pilota militare e superò tutti gli esami associati. Nonostante le credenziali rivoluzionarie di suo padre, Liu fu dichiarato inabile al servizio militare perché un parente era stato denunciato come di destra. Nell'autunno dello stesso anno, Liu entrò nell'Istituto di Ingegneria delle Telecomunicazioni dell'Esercito Popolare di Liberazione, ora noto come Università di Xidian . A causa del suo background politico e di classe, Liu fu ritenuto inadatto per materie così delicate e gli fu assegnato lo studio del radar. Durante i suoi studi Liu ricevette un'introduzione all'informatica.
Liu fu etichettato come "elemento intellettuale" durante la Rivoluzione Culturale. Nel 1966, disse ai suoi compagni di classe che la rivoluzione era un'idea terribile e fu mandato in una fattoria di riso di proprietà statale vicino a Macao, nel Guangdong, come risultato. Da lì fu mandato in una fattoria nello Hunan dedicata alla riforma attraverso i lavori forzati. Liu tornò a Pechino dove accettò un incarico nel 1970 come ingegnere-amministratore presso il Computer Institute che aveva precedentemente sviluppato i computer mainframe Numero 104, Numero 109 e Numero 111. Liu lavorò allo sviluppo del computer mainframe Numero 757. Nel 1984, si dimise per diventare un quadro nell'ufficio del personale dell'Accademia cinese delle scienze.  Rimase lì fino a quando non fondò Legend nel 1984.

## Carriera

### Lenovo
All'inizio degli anni '80, Liu aveva raggiunto un relativo successo come informatico, ma si sentiva ancora frustrato dalla sua carriera. Mentre il suo lavoro sull'archiviazione magnetica dei dati era importante, mancava di applicazioni pratiche dirette. Raccontò: "Eravamo la principale organizzazione di ricerca sulla tecnologia informatica in Cina. Abbiamo sviluppato il primo computer a tubo elettronico e il primo computer a transistor. Ma ne abbiamo prodotto solo uno di ciascuno. Poi abbiamo continuato a sviluppare qualcosa di diverso. Il lavoro è stato semplicemente archiviato". Liu era anche preoccupato per i suoi problemi economici; nel 1984, Liu aveva una famiglia in crescita ma un reddito di soli 100 RMB al mese.
Liu fondò la Lenovo (originariamente chiamata Legend), nel 1984 con un gruppo di altri dieci ingegneri a Pechino con 200.000 yuan e un ufficio di circa 20 metri quadrati. Liu ebbe l'idea di avviare la Lenovo in risposta alla mancanza di finanziamenti presso la Chinese Academy of Sciences (CAS). Il superiore di Liu fece in modo che l'accademia prestasse a lui e agli altri co-fondatori i 200.000 yuan. Di quel periodo, Liu disse: "Non è stato facile. La cosa più bassa che potessi fare nei primi anni '80, come scienziato, era avviare un'attività. La Cina aveva un'economia pianificata rigida e c'era a malapena spazio per un'azienda libera come la nostra".
Liu ha sottolineato fin dall'inizio lo sviluppo di un rapporto di lavoro efficace con i suoi superiori al CAS. Nonostante la sua retorica di riforma orientata al mercato, il governo cinese era riluttante ad allentare il controllo statale sull'economia. Liu temeva che la sua azienda potesse fallire a causa della microgestione governativa. Liu era anche preoccupato di dover trattare con funzionari del governo locale e quadri del partito. Disse: "Eravamo totalmente immersi nell'ambiente di un'economia pianificata. Non mi importava che l'investimento fosse piccolo, ma sapevo che dovevo avere il controllo sulle finanze, sulle risorse umane e sul processo decisionale". I superiori di Liu accolsero immediatamente la sua richiesta di autonomia.
I fondatori di Lenovo, tutti scienziati e ingegneri, incontrarono difficoltà dovute alla loro scarsa familiarità con le pratiche commerciali orientate al mercato, all'ambivalenza tradizionale cinese verso il commercio e all'ideologia comunista anticapitalista. Durante questo periodo molti intellettuali cinesi ritenevano che il commercio fosse immorale e degradante. Il fatto che negli anni '80 gli imprenditori provenissero dalle classi inferiori, e spesso anche disonesti, rendeva il settore privato ancora meno attraente. Ciò era evidente a Liu e ai suoi collaboratori per via della loro vicinanza a Zhongguancun, dove la proliferazione di commercianti di elettronica improvvisati portò l'area a essere soprannominata "Valle dei truffatori".
La loro prima transazione significativa, un tentativo di importare televisori, fallì. Il gruppo si ricostruì nel giro di un anno eseguendo controlli di qualità sui computer per i nuovi acquirenti. Lenovo investì presto denaro nello sviluppo di una scheda di circuito che avrebbe consentito ai PC IBM di elaborare caratteri cinesi. Questo prodotto fu il primo grande successo di Lenovo. Nel 1990, Lenovo iniziò ad assemblare e vendere computer con il suo marchio originale, Legend.
Lenovo provò anche (e fallì) a commercializzare un orologio digitale. Liu dichiarò: "Il nostro team di gestione spesso differiva su quale strada commerciale percorrere. Ciò ha portato a grandi discussioni, soprattutto tra il capo dell'ingegneria e me. Lui riteneva che se la qualità del prodotto fosse stata buona, allora si sarebbe venduto da solo. Ma sapevo che non era vero, che il marketing e altri fattori facevano parte dell'eventuale successo di un prodotto". Le prime difficoltà di Lenovo furono aggravate dal fatto che il suo personale aveva poca esperienza aziendale. "Eravamo principalmente scienziati e non capivamo il mercato", affermò Liu. "Abbiamo semplicemente imparato per tentativi ed errori, il che è stato molto interessante, ma anche molto pericoloso".
Liu ricevette il permesso governativo di aprire una filiale a Hong Kong e gli fu permesso di trasferirsi lì insieme ad altri cinque dipendenti. Il padre di Liu, già a Hong Kong, sostenne le ambizioni del figlio attraverso il mentoring e facilitando i prestiti. Liu si trasferì a Hong Kong nel 1988. Per risparmiare denaro durante questo periodo, Liu e i suoi colleghi camminarono invece di prendere i mezzi pubblici. Per salvare le apparenze affittarono stanze d'albergo per le riunioni. 
Lenovo venne quotata alla Borsa di Hong Kong nel 1994, raccogliendo quasi 30 milioni di dollari. Prima dell'IPO di Lenovo, molti analisti erano ottimisti. L'azienda venne elogiata per la sua buona gestione, il forte riconoscimento del marchio e il potenziale di crescita. Gli analisti erano anche preoccupati per la redditività di Lenovo. L'IPO fu sottoscritta in modo massiccio. Durante il primo giorno di negoziazione il prezzo delle azioni della società raggiunse un massimo di 2,07 dollari di Hong Kong e chiuse a 2,00 dollari di Hong Kong. I proventi dell'offerta furono utilizzati per finanziare gli uffici vendite in Europa, Nord America e Australia; espandere e migliorare la produzione e la ricerca e sviluppo; aumentare il capitale circolante.

## Vita privata
Liu è sposato con Gong Guoxing (龚国兴) e ha tre figli. La figlia di Liu, Liu Qing (cinese:柳青), è un'ex allieva dell'Università di Pechino. Liu Qing è entrata a far parte di Didi Chuxing come COO nel luglio 2014 dopo aver lavorato presso Goldman Sachs per 12 anni.